# 虎島 (南極洲)
虎島（英語：Tiger Island），是南極洲的島嶼，位於維多利亞地，處於獅島以北7公里的格蘭納特港北部，英聯邦探險隊在1957年10月在該島設立考察站，現時由南極條約體系管理。